# Matyxsjön
Matyxsjön är en sjö i Gävle kommun i Gästrikland och ingår i Gavleån-Dalälvens kustområde. Sjön har en area på 0,0445 kvadratkilometer och ligger 11 meter över havet. Matyxsjön ligger i Matyxsjön Natura 2000-område.

## Delavrinningsområde
Matyxsjön ingår i det delavrinningsområde (672338-158374) som SMHI kallar för Utloppet av Matyxsjön. Medelhöjden är 13 meter över havet och ytan är 0,93 kvadratkilometer. Det finns inga avrinningsområden uppströms utan avrinningsområdet är högsta punkten. Vattendraget som avvattnar avrinningsområdet har biflödesordning 2, vilket innebär att vattnet flödar genom totalt 2 vattendrag innan det når havet efter 4,8 kilometer. Avrinningsområdet består mestadels av skog (94 procent).